# ハインツ・ハーマン
ハインツ・ハーマン（Heinz Harmann、1958年3月28日 - ）は、スイス・チューリッヒ出身の元サッカー選手、元サッカー指導者。元スイス代表。現役時代のポジションはMF。
グラニト・ジャカ、ジェルダン・シャチリ、リカルド・ロドリゲスに記録更新されるまでは、約30年間にわたって同国代表の歴代最多出場記録保持者（118試合）であった。

## 略歴
1977年のプロデビューから1994年の現役引退までをスイス国内のみで送り、スイス代表では13年間のプレーで国際Aマッチ118試合に出場した。スイス1部リーグでの優勝回数は6回にのぼり、スイス年間最優秀選手賞を5度も受賞した。
現役引退後は指導者として後進の育成に努め、FCバーゼルやFCファドゥーツではトップリーグでの指揮も経験したが、いずれも短命に終わっている。

## タイトル

### クラブ
グラスホッパー
- ナツィォナール・リーガA : 4回 (1977-78, 1981-82, 1982-83, 1983-84)
- スイス・カップ : 1回 (1982-83)

ヌーシャテル・ザマックス
- ナツィオナール・リーガA : 2回 (1986-87, 1987-88)
- スイス・スーパーカップ : 1回 (1987)

### 個人
- スイス年間最優秀選手賞 : 5回 (1983-84, 1984-85, 1985-86, 1986-87, 1987-88)